# فريد فتيان الراوي
فريد بن محمد بن عبد الرزاق بن فتيان الراوي هو محام وقاض وأديب وسياسي عراقي، ولد في الناصرية سنة 1923، وتوفي في بغداد سنة 1988.
تلقى تعليمه الابتدائي والمتوسط والثانوي في بغداد، ثم التحق بكلية الحقوق وتخرج فيها سنة 1946، أجاد اللغة الفرنسية مما كان له أثره في ثقافته. انتسب إلى نقابة المحامين وظل يمارس المحاماة حتى وفاته.
عمل قاضيا في عدد من المدن العراقية مثل داقوق بلواء كركوك سنة 1950، ثم البصرة سنة 1951 ثم الحلة سنة 1952 ثم الفلوجة سنة 1956، ثم عين مديرا للعدل العام سنة 1964، ووكيلا لوزارة العدل سنة 1965.
اختير وزيرًا لوزارة العمل والشؤون الاجتماعية في وزارة ناجي طالب عامي 1966 و 1967.

## نشاطه الأدبي
كان عضوا بارزا في اتحاد المؤلفين والكتاب العراقيين، وكان له إسهاماته في الكتابة لمجلة الكتاب، وقد صدر العدد الأول من المجلة في نيسان 1962 وكان رئيس تحريرها
الأستاذ فريد فتيان.
له قصائد قليلة من أشهرها قصيدته «إلى صديقي المحامي أمين رؤوف الأمين» وقصيدته «أبا الزهراء».

## مؤلفاته
له عدد من المؤلفات القانونية منها:
- القضاء المدني العراقي، 1949
- مقدمة القانون المدني، 1954
- مصادر الالتزام، شرح مقارن على النصوص، 1957
- الجريمة، بالاشتراك مع الأستاذ شاكر محمود العاني والأستاذ نور الدين الواعظ، 1962
- شرح قانون الاحوال الشخصية على المذاهب الخمسة، 1983[6]
- شرح قانون الاحوال الشخصية مع تعديلات القانون واحكام محكمة التمييز، 1986